# Henri Jacob Victor Sody
Henri Jacob Victor Sody (* 31. August 1892 in Den Haag; † 16. Januar 1959 in Amsterdam) war ein niederländischer Biologe, der vor allem im heutigen Indonesien forschte.
Sody studierte zwischen 1913 und 1917 Indisch Landbouwkunde (Indische Pflanzenbauwissenschaft) in Wageningen und forschte von 1918 bis 1926 und erneut von 1927 bis 1934 in Niederländisch-Indien, vor allem im Bereich der Säugetiere und in der Vogelkunde. Sody beschrieb während seiner Zeit in Asien verschiedene Tierarten, wie beispielsweise das Sumatra-Gleithörnchen aus der Gattung Hylopetes oder den Peleng-Koboldmaki.
Seine private zoologische Sammlung befand sich zu seinen Lebzeiten als Dauerleihgabe im Rijksmuseum van Natuurlijke Historie in Leiden, seine Witwe stiftete die Sammlung dem Museum.
Max Bartels junior (1902–1943) benannte 1937 nach ihm die Sody-Baumratte (Rattus sodyi, heute Kadarsanomys sodyi).